# Sand City
Sand City é uma cidade localizada no estado americano da Califórnia, no condado de Monterey. Foi incorporada em 31 de maio de 1960.

## Geografia
De acordo com o United States Census Bureau, a cidade tem uma área de 7,5 km², onde 1,4 km² estão cobertos por terra e 6,1 km² por água.

### Localidades na vizinhança
O diagrama seguinte representa as localidades num raio de 16 km ao redor de Sand City.

## Demografia
Segundo o censo nacional de 2010, a sua população é de 334 habitantes e sua densidade populacional é de 230,28 hab/km². É a cidade menos populosa do condado de Monterey. Possui 145 residências, que resulta em uma densidade de 99,97 residências/km².